# Suzy Delair
Suzy Delair, geboren als Suzanne Pierrette Delaire (* 31. Dezember 1917 in Paris; † 15. März 2020 ebenda) war eine französische Schauspielerin und Sängerin.

## Leben
Delair, die im Alter von 13 Jahren eine Lehre als Modistin begann, entschied sich für das Theater und spielte unter anderem in der Compagnie Renaud-Barrault. Tourneen führten sie bis nach Libanon, Ägypten, die USA und Kanada. Schon ab ihrem 14. Lebensjahr übernahm sie zudem Filmrollen. Bekannt wurde sie besonders während der Zeit der deutschen Besatzung im Zweiten Weltkrieg. Unter dem Regisseur Henri-Georges Clouzot spielte sie in mehreren Filmen, darunter 1947 in Unter falschem Verdacht als eine ehrgeizige Music-Hall-Sängerin. In späteren Jahren war sie vorwiegend Seriendarstellerin. Delair arbeitete während ihrer Filmkarriere unter anderem mit Stan Laurel und Oliver Hardy bei deren letztem Kinofilm Atoll K zusammen, in dem sie eine größere Rolle als Nachtclubsängerin Chérie Lamour verkörperte. Weitere Rollen übernahm sie in Luchino Viscontis Filmklassiker Rocco und seine Brüder neben Alain Delon sowie in der Komödie Die Abenteuer des Rabbi Jacob an der Seite von Louis de Funès. Zuletzt stand sie 1987 für die französische Fernsehserie Traquenards vor der Kamera.
Delair profilierte sich auch als Sängerin in Revuen und Operetten, zum Beispiel in Stücken wie Pariser Leben und La Périchole. Für ihre Aufnahmen mit Arien aus Jacques Offenbachs Operetten wurde sie mit dem Grand Prix du Disque ausgezeichnet. Suzy Delair starb im März 2020 im Alter von 102 Jahren.

## Filmografie (Auswahl)
- 1931: Un caprice de la Pompadour
- 1932: Die Veilchen der Kaiserin (Violettes impériales)
- 1932: Die Dame vom Maxim (La dame de chez Maxim’s)
- 1934: Die Krise ist vorbei (La crise est finie)
- 1936: Hinaus in die Ferne (Prends la route)
- 1941: Sie waren Sechs (Le dernier des six)
- 1942: Der Mörder wohnt Nr. 21 (L’assassin habite… au 21)
- 1945: Das Opfer einer großen Liebe / Künstlerleben (La vie de bohème)
- 1947: In Teufels Krallen (Copie conforme)
- 1947: Unter falschem Verdacht (Quai des Orfèvres)
- 1949: Tödliche Leidenschaft (Pattes blanches)
- 1950: Die große Schau (Botta e risposta)
- 1950: Lady Paname
- 1950: Es geschah in Paris (Souvenirs perdus)
- 1951: Atoll K
- 1956: Der Modekönig (Le couturier de ces dames)
- 1956: Gervaise
- 1960: Rocco und seine Brüder (Rocco e i suoi fratelli)
- 1963: Futter für süße Vögel (Du mouron pour les petits oiseaux)
- 1966: Brennt Paris? (Paris brûle-t-il?)
- 1973: Die Abenteuer des Rabbi Jacob (Les aventures de Rabbi Jacob)
- 1976: Oublie-moi, Mandoline

## Auszeichnungen
- 1995: Kommandeur des Ordre des Arts et des Lettres[4]

- 1999: Offizier des Ordre national du Mérite[5]
- 2006: Offizier der Ehrenlegion[6]